# 넥스트레인
넥스트레인은 신안산선 복선전철 민간투자사업의 사업시행을 맡은 특수목적법인(SPC)으로, 포스코건설 등의 건설출자(CI)와 국민은행 등의 재무출자(FI)의 투자로 이루어져 있는 대한민국의 기업이다.

## 연혁
- 2018년 2월 26일 : 포스코건설 컨소시엄 우선협상대상자 지정
- 2018년 12월 20일 : 설립
- 2019년 8월 22일 : 신안산선 복선전철 실시계획 승인
- 2019년 9월 9일 : 신안산선 착공

## 운영 노선
- 신안산선(여의도(신한투자증권)~한양대(에리카), 원시~ 송산)
  - 역수: 15개 역사, 1개 차량기지 (장래역, 공용구간 제외)
  - 기타: 역무 관리는 미정에서, 차량 및 열차 운행은 미정에서 맡는다.

## 주요 업무 내용
- 신안산선 복선전철 민간투자사업 사업시행 업무

## 같이 보기
- 포스코건설
- 신안산선[2]
- 송산차량사업소
- 서해선